# U-427 (tàu ngầm Đức)
U-427 là một tàu ngầm tấn công  Lớp Type VII thuộc phân lớp Type VIIC được Hải quân Đức Quốc Xã chế tạo trong Chiến tranh Thế giới thứ hai. Nhập biên chế năm 1943, nó đã thực hiện được năm chuyến tuần tra nhưng không đánh chìm được mục tiêu nào. U-427 đã sống sót qua cuộc xung đột, đầu hàng lực lượng Đồng Minh vào ngày 9 tháng 5, 1945, và cuối cùng bị đánh đắm tại Loch Ryan, Scotland trong khuôn khổ Chiến dịch Deadlight vào ngày 21 tháng 12, 1945.

## Thiết kế và chế tạo

### Thiết kế

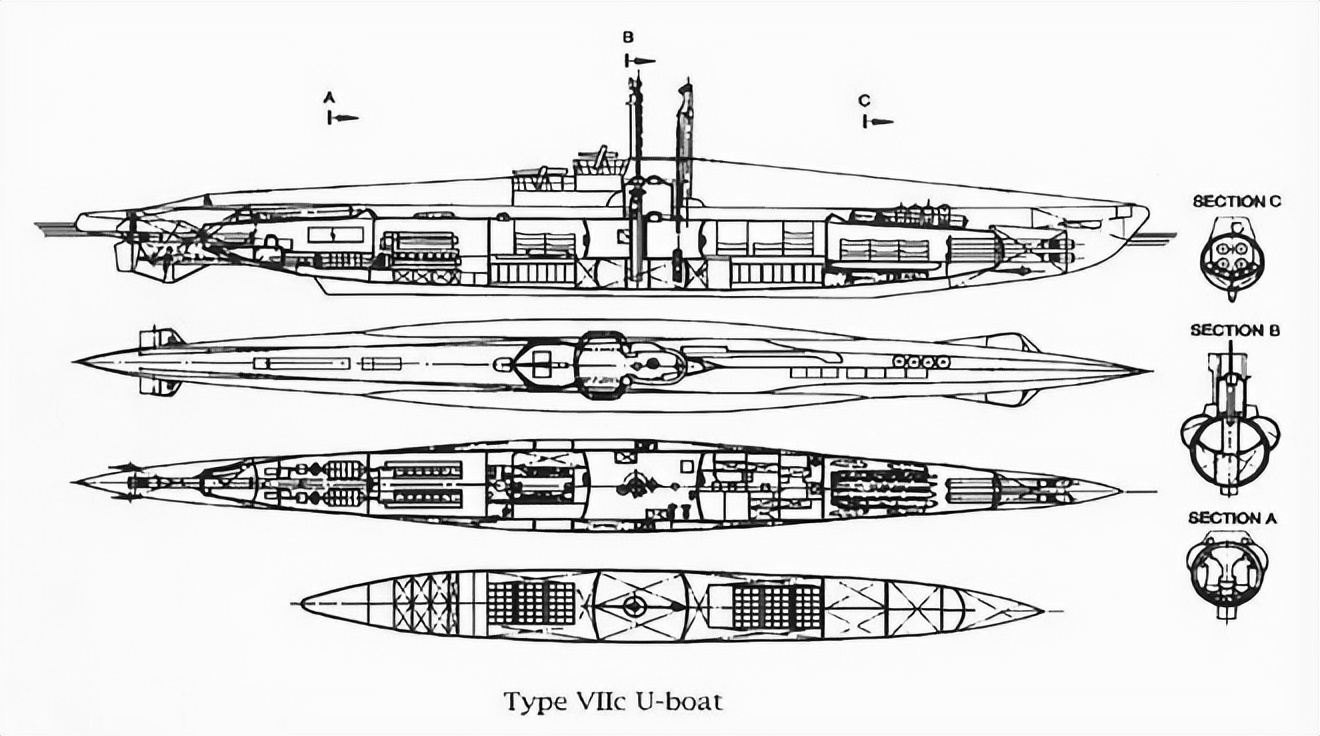
Sơ đồ các mặt cắt một tàu ngầm Type VIIC

Phân lớp VIIC của Tàu ngầm Type VII là một phiên bản VIIB được kéo dài thêm. Chúng có trọng lượng choán nước 769 t (757 tấn Anh) khi nổi và 871 t (857 tấn Anh) khi lặn). Con tàu có chiều dài chung 67,10 m (220 ft 2 in), lớp vỏ trong chịu áp lực dài 50,50 m (165 ft 8 in), mạn tàu rộng 6,20 m (20 ft 4 in), chiều cao 9,60 m (31 ft 6 in) và mớn nước 4,74 m (15 ft 7 in).
Chúng trang bị hai động cơ diesel Germaniawerft F46 siêu tăng áp 6-xy lanh 4 thì, tổng công suất 2.800–3.200 PS (2.100–2.400 kW; 2.800–3.200 bhp), dẫn động hai trục chân vịt đường kính 1,23 m (4,0 ft), cho phép đạt tốc độ tối đa 17,7 kn (32,8 km/h), và tầm hoạt động tối đa 8.500 nmi (15.700 km) khi đi tốc độ đường trường 10 kn (19 km/h). Khi đi ngầm dưới nước, chúng sử dụng hai động cơ/máy phát điện Garbe, Lahmeyer & Co. RP 137/c  tổng công suất 750 PS (550 kW; 740 shp). Tốc độ tối đa khi lặn là 7,6 kn (14,1 km/h), và tầm hoạt động 80 nmi (150 km) ở tốc độ 4 kn (7,4 km/h). Con tàu có khả năng lặn sâu đến 230 m (750 ft).
Vũ khí trang bị có năm ống phóng ngư lôi 53,3 cm (21 in), bao gồm bốn ống trước mũi và một ống phía đuôi, và mang theo tổng cộng 14 quả ngư lôi, hoặc tối đa 22 quả thủy lôi TMA, hoặc 33 quả TMB. Tàu ngầm Type VIIC bố trí một hải pháo 8,8 cm SK C/35 cùng một pháo phòng không 2 cm (0,79 in) trên boong tàu. Thủy thủ đoàn bao gồm 4 sĩ quan và 40-56 thủy thủ.

### Chế tạo
U-427 được đặt hàng vào ngày 5 tháng 6, 1941, và được đặt lườn tại xưởng tàu Danziger Werft ở Danzig (nay là Gdańsk thuộc Ba Lan) vào ngày 27 tháng 7, 1942. Nó được hạ thủy vào ngày 6 tháng 2, 1943, và nhập biên chế cùng Hải quân Đức Quốc Xã vào ngày 2 tháng 6, 1943 dưới quyền chỉ huy của Hạm trưởng, Trung úy Hải quân người Áo Carl-Gabriel Graf von Gudenus.

## Lịch sử hoạt động

### 1944

#### Chuyến tuần tra thứ nhất
Từ tháng 6 đến tháng 8, 1944, U-427 di chuyển qua lại từ cảng Kiel, Đức đến các cảng Stavanger và Trondheim thuộc Na Uy. Nó xuất phát từ Stavanger vào ngày 25 tháng 9 cho chuyến tuần tra đầu tiên trong chiến tranh, nhưng chỉ hoạt động bảy ngày trong Bắc Hải mà không đánh chìm được mục tiêu nào, trước khi quay trở về Stavanger vào ngày 1 tháng 10.

#### Chuyến tuần tra thứ hai
Sau đó U-427 có chuyến tuần tra ngắn trong Bắc Hải, cùng xuất phát và kết thúc tại Stavanger, và diễn ra từ ngày 30 tháng 10 đến ngày 14 tháng 11. sau đó chiếc U-boat di chuyển đến Trondheim vào giữa tháng 11.

### 1945

#### Chuyến tuần tra thứ ba
U-427 khởi hành từ cảng Trondheim vào ngày 4 tháng 12, 1944 cho chuyến tuần tra thứ ba để hoạt động trong biển Na Uy. Vào ngày 12 tháng 1, 1945, ở vị trí ngoài khơi Egersund, Na Uy, nó phóng năm quả ngư lôi tấn công chiếc tàu tuần dương hạng nặng Anh HMS Norfolk, nhưng tất cả đều bị trượt. Chiếc U-boat kết thúc chuyến tuần tra tại Stavanger vào ngày 24 tháng 2, và tiếp tục di chuyển đến Trondheim vào cuối tháng 2.

#### Chuyến tuần tra thứ tư
Chuyến tuần tra thứ tư được U-427 tiến hành từ ngày 9 đến ngày 20 tháng 4, khi nó rời Trondheim để hoạt động dọc teo bờ biển Na Uy, và kết thúc chuyến tuần tra tại cảng Narvik.

#### Chuyến tuần tra thứ năm
U-427 thực hiện chuyến tuần tra cuối cùng trong chiến tranh khi nó rời Narvik vào ngày 21 tháng 4 để hoạt động trong biển Barents. Vào ngày 29 tháng 4, nó phóng ngư lôi tấn công các tàu khu trục Canada HMCS Haida và HMCS Iroquois thuộc thành phần hộ tống cho Đoàn tàu RA-66, nhưng không trúng đích. Trong nhiều giờ tiếp theo, chiếc tàu ngầm chịu đựng đợt phản công từ các tàu hộ tống cho đoàn tàu, với ít nhất 260 quả mìn sâu được thả xuống. U-427 sống sót qua đợt phản công và quay về Kilbotn, Na Uy vào ngày 2 tháng 5.

### Số phận
U-427 đầu hàng lực lượng Đồng Minh tại Narvik, Na Uy vào ngày 9 tháng 5, 1945. Con tàu được kéo đến Loch Eriboll, Scotland vào ngày 19 tháng 5, và sau đó đến Loch Ryan, nơi nó bị đánh đắm trong khuôn khổ Chiến dịch Deadlight vào ngày 21 tháng 12, 1945, tại tọa độ 56°04′B 09°35′T / 56,067°B 9,583°T.

### "Bầy sói" tham gia
U-427 từng tham gia một bầy sói:
- Faust (21 – 30 tháng 4, 1945)